# Marmota camtschatica
Marmota camtschatica (бабак чорношапковий) — вид гризунів з родини вивіркових (Sciuridae). 

## Морфологічна характеристика
Це відносно невеликий бабак (довжина голови й тіла приблизно 39–62 см, вага 1.65–7.5 кг із коротким хвостом. Шерсть на спині має жовтувато-сірий колір, а нижня частина – коричневого або іржаво-коричневого кольору. Кінцівки досить бліді, а хвіст коричнево-чорний. Верхня частина голови коричнево-чорна, і цей колір продовжується до середини спини у вигляді спинної смуги.

## Середовище проживання
Поширений у гірських (до 1900 м) і арктичних тундрах Східного Сибіру. Ареал складається з трьох ізольованих районів: Прибайкалля, Верхоянського і Колимського нагір'я і Камчатки. Населяє луки з низькогірним лісом.

## Спосіб життя
Живе колоніями з великою кількістю нір. Зимові нори мають глибину до вічної мерзлоти. Гніздова клітина має велику кількість трави для збереження тепла. Виходи закриті ґрунтовими і трав'яними пробками. Сплячка настає у вересні-жовтні і триває до травня. Дві-три сім'ї (20–30 тварин) зимують разом. Харчуються різноманітними рослинами, а також споживають безхребетних. Розмір виводку 3–11 молодняку.

## Використання
На тварину полювали заради їжі та одягу.